# 上海市复兴初级中学
上海市复兴初级中学，正式名称为上海市民办新复兴初级中学，习惯上简称复初。前身是原上海市市级重点中学上海市复兴中学的初中部。1998年9月复兴中学的高中部移至新校区并改名上海市复兴高级中学后，初中部留在老校区并改名为“上海市复兴初级中学”。占地8500平方米，建筑面积8300平方米，运动场地4500平方米。
因为历史上曾为同一所中学，拥有共同的校史和传统，因此该校实质上是上海市复兴高级中学的附属初中。不过因为上海市教委颁布的“重点高中不设初中部”的规定，该校之后被迫改名数次，并且于2006年将学校性质改作民办。现在该校的正式名称是“上海市民办新复兴初级中学”，于2006年开始使用，但多数教师和学生对这一正式校名表示不认同，仍然自称“复兴初级中学”。现在复兴初级中学与复兴高级中学仍有着十分密切的联系。
该校学生素来有“基础夯实，理科见长”的特点。学校办学成绩优异。初三年级毕业生多数升入上海市实验性、示范性高中，其余多数升入区级重点中学。

## 历史沿革
| 时间              | 校名                                                                                     |
| 1886—?            | 上海公共租界工部局麦瑟尼克学校                                                           |
| ？—1915           | 上海公学                                                                                 |
| 1915—抗战爆发     | 汤姆 · 汉壁礼男童公学                                                                    |
| 抗战爆发—1946年春 | （停课）                                                                                 |
| 1946年春—1998.8   | 上海市(立)复兴中学                                                                       |
| 1998.9—2006.5     | 上海市复兴初级中学（留在四川北路老校区，高中部移至车站南路校区并改称上海市复兴高级中学） |
| 2006.6-现在       | 上海市民办新复兴初级中学                                                                 |

## 象征符号
该校象征多数都与上海市复兴高级中学一致。

### 校训
求真

### 校徽
盾形徽章。上方是上海市花白玉兰图样，中间是一本书，上书“求真”二字。“复兴中学”四字以篆書形式写成。校徽有蓝白色和红金色两种形式，分别在不同场合使用。